# Список объектов всемирного наследия ЮНЕСКО в Боснии и Герцеговине
В списке Всеми́рного насле́дия ЮНЕ́СКО в Бо́снии и Герцегови́не значится 3 наименования (на 2017 год), это составляет 0,2 % от общего числа (1248 на 2025 год). Все объекты включены в список по культурным критериям. Кроме этого, по состоянию на 2017 год, 8 объектов на территории Боснии и Герцеговины находятся в числе кандидатов на включение в список всемирного наследия. Босния и Герцеговина ратифицировала Конвенцию об охране всемирного культурного и природного наследия 12 июля 1993 года. Первый объект, находящийся на территории Боснии и Герцеговины, был занесён в список в 2005 году на 29-й сессии Комитета всемирного наследия ЮНЕСКО.

## Список
В данной таблице объекты расположены в порядке их добавления в список всемирного наследия ЮНЕСКО.
| # | Изображение | Название | Местоположение                                                                | Время создания | Год внесения в список | №      | Критерии |
| - | ----------- | --- | ----------------------------------------------------------------------------- | -------------- | --------------------- | ------ | -------- |
| 1 |             | Район Старого моста в историческом центре города Мостар (босн. Stari most)                                    | Город: Мостар Кантон: Герцеговино-Неретвенский Федерация Боснии и Герцеговины | 1566 год       | 2005 год              | № 946  | vi       |
| 2 |             | Мост Мехмет Паши Соколовича в Вишеграде (босн. Most Mehmed-paše Sokolovića серб. Мост Мехмед паше Соколовића) | Город: Вишеград Община: Вишеград Республика Сербская                          | 1577 год       | 2007 год              | № 1260 | ii, iv   |
| 3 |             | Стечки — средневековые надгробья (босн. Stećci, srednjovjekovni nadgrobni spomenici)                          | Республика Сербская Федерация Боснии и Герцеговины                            | XII—XVI века   | 2016 год              | 1504   | iii, vi  |

## Предварительный список
В таблице объекты расположены в порядке их добавления в предварительный список. В данном списке указаны объекты, предложенные правительством Боснии и Герцеговины в качестве кандидатов на занесение в список всемирного наследия.
| # | Изображение | Название                                                                                        | Местоположение                                                                              | Время создания              | Год внесения в список | №    | Критерии                         |
| - | ----------- | ----------------------------------------------------------------------------------------------- | ------------------------------------------------------------------------------------------- | --------------------------- | --------------------- | ---- | -------------------------------- |
| 1 |             | Сараево (босн. Sarajevo)                                                                        | Кантон: Сараевский Федерация Боснии и Герцеговины                                           | С 1263 года                 | 1997 год              | 906  | v                                |
| 2 |             | Пещера Ветреница (босн. Vjetrenica)                                                             | Ближайшее поселение: Завала Кантон: Герцеговино-Неретвенский Федерация Боснии и Герцеговины | —                           | 2004 год, 2007 год    | 1975 | vii, x                           |
| 3 |             | Природно-архитектурный ансамбль Яйце (босн. Jajce)                                              | Кантон: Среднебоснийский Федерация Боснии и Герцеговины                                     | С XV века                   | 2006 год              | 2098 | ii, iii, iv, v, vi, vii          |
| 4 |             | Древнее поселение Почитель (босн. Počitelj)                                                     | Кантон: Герцеговино-Неретвенский Федерация Боснии и Герцеговины                             | С XIV века                  | 2007 год              | 5092 | ii, iii, iv, v, vi               |
| 5 |             | Природно-архитектурный ансамбль Благай (босн. Blagaj)                                           | Кантон: Герцеговино-Неретвенский Федерация Боснии и Герцеговины                             | С XVI века                  | 2007 год              | 5280 | ii, iii, iv, v, vi, vii          |
| 6 |             | Природно-архитектурный ансамбль Блидинье (босн. Blidinje)                                       | Кантон: Западногерцеговинский Федерация Боснии и Герцеговины                                | С VII век до н. э.          | 2007 год              | 5281 | i, iii, iv, vi, vii, viii, ix, x |
| 7 |             | Природно-архитектурный ансамбль Столац (босн. Stolac)                                           | Кантон: Герцеговино-Неретвенский Федерация Боснии и Герцеговины                             | С XIII тысячелетия до н. э. | 2007 год              | 5282 | ii, iii, iv, v, vi, vii          |
| 8 |             | Полный заповедник — первобытный лес Перучица (босн. Strogi rezervat prirode — prašuma Perućica) | Национальный парк Сутьеска Община: Фоча Республика Сербская                                 | —                           | 2017 год              | 6260 | vii, ix, x                       |
| 9 |             | Еврейское кладбище в Сараево (босн. Jevrejsko groblje u Sarajevu)                               | Кантон: Сараевский                                                                          | XVI век                     | 2018 год              | 6334 | ii, iii, iv, vi                  |